# San Ciprián (Cervo)
San Ciprián (en gallego, San Cibrao) es una localidad de la parroquia de Lieiro, municipio de Cervo, situada en la franja costera de la provincia de Lugo (Galicia, España). Pertenece al término municipal de Cervo y a la comarca de La Mariña Occidental. Desde el punto de vista eclesiástico pertenece a la parroquia de Santa María de Lieiro, diócesis de Mondoñedo. Su ubicación es 43º41'46.68N / 7º26'27.43O.

## Topografía
Se trata de una península abierta al mar cantábrico, formada por la unión que se formó entre una isla (El puerto de Arriba) y la parte continental (Puerto de Abajo o Figueras) como consecuencia de la acumulación de arena. Se caracteriza por sus tranquilas y cómodas playas (el Torno, Cubelas y La Caosa, la primera reconocida por la UE con el distintivo de bandera azul), su puerto pesquero protegido por un rompeolas ubicado sobre un conjunto de rocas denominado Anchuela, los Farallones (grupo de tres islas: Baja, Sombriza y Pe) situadas a 0,8 millas de la punta de la península (la Atalaya) donde se encuentra un faro y el río Cobo, que desemboca en la playa del Torno.

## Clima
Su clima es oceánico con suaves temperaturas y predominio de los vientos, sobre todo del nordeste. Tiene una gran riqueza en peces (maragotas, sargos, salmonetes, pintos, congrios, reos, lenguados, lubinas, platijas...) y mariscos (centollas, nécoras, bogavantes, percebes, pulpos y otros...).